# جراردو آماتو
جراردو آماتو (ایتالیایی: Gerardo Amato؛ زادهٔ ۱۲ اوت ۱۹۵۲) مهندس برق و بازیگر اهل ایتالیا است.
از فیلم‌ها یا برنامه‌های تلویزیونی که وی در آن نقش داشته‌است می‌توان به مأموران مخفی ویژه، راهنمای عشق ۲، شور عشق و نامزد اشاره کرد.